# Antanas Valys
Antanas Valys (ur. 16 maja 1952 w Kretyndze) – litewski polityk, działacz komunistyczny, poseł na Sejm, eurodeputowany V kadencji, wiceminister obrony.

## Życiorys
W 1974 ukończył studia na Uniwersytecie Wileńskim w zakresie planowania w przemyśle. W pierwszej połowie lat 80. był słuchaczem partyjnej szkoły prowadzonej przez KPZR w Leningradzie. Początkowo pracował w zakładzie przemysłowym w Możejkach. Od 1976 był etatowym działaczem lokalnego Komsomołu. W latach 1984–1987 pracował jako inspektor w administracji państwowej Litewskiej SRR zajmującej się planowaniem, następnie do początku lat 90. był zatrudniony w komitecie centralnym Komunistycznej Partii Litwy. Od 1992 do 1993 kierował sekretariatem pełniącego obowiązki prezydenta Litwy Algirdasa Brazauskasa, następnie do 1998 był zastępcą szefa kancelarii prezydenta.
Po zakończeniu kadencji przez Algirdasa Brazauskasa pozostał jego współpracownikiem, a od 2001 do 2002 kierował jego sekretariatem, gdy ten pełnił funkcję premiera. Działał w postkomunistycznej Litewskiej Demokratycznej Partii Pracy, wraz z tym ugrupowaniem przystąpił w 2001 do Litewskiej Partii Socjaldemokratycznej. W wyborach parlamentarnych z 2000 kandydował do Sejmu z ramienia lewicowej koalicji zorganizowanej przez Algirdasa Brazauskasa. Mandat poselski objął w 2002 i sprawował do 2004. Pełnił funkcję obserwatora w Parlamencie Europejskim, a po akcesie Litwy do Unii Europejskiej formalnie od maja do lipca 2004 sprawował mandat eurodeputowanego V kadencji.
W latach 2005–2006 był doradcą premiera ds. rodziny, następnie do 2008 wiceministrem obrony. W latach 2008–2012 zatrudniony w strukturach partyjnych socjaldemokratów i ich klubu poselskiego. W 2012 ponownie powołany na wiceministra obrony. Pełnił tę funkcję do 2016. Związał się potem z Litewską Socjaldemokratyczną Partią Pracy.
W 1997 został odznaczony Krzyżem Oficerskim Orderu Zasługi Rzeczypospolitej Polskiej.